# Rezerwat Wołżańsko-Kamski
Rezerwat Wołżańsko-Kamski (ros. Волжско-Кaмский госудaрственный прирoдный биосфeрный заповeдник) – ścisły rezerwat przyrody (zapowiednik) znajdujący się w Rosji, w Tatarstanie. Jego obszar wynosi 114,01 km², a strefa ochronna 128,19 km².
Rezerwat został utworzony dekretem rządu Rosyjskiej Federacyjnej Socjalistycznej Republiki Radzieckiej z dnia 13 kwietnia 1960 roku. W 2005 roku otrzymał status rezerwatu biosfery UNESCO.

## Opis
Rezerwat znajduje się w dorzeczu Wołgi i składa się z dwóch części. Są to: 
- las należący kiedyś do powstałego w XVII wieku Monasteru Raifskiego (rejon zielenodolski, 30 km na zachód od Kazania). Nie przeprowadzano tutaj z tego powodu żadnego wyrębu przemysłowego. Zachowały się dęby, świerki i sosny mające po 250-300 lat. Las jest jednym z najstarszych w Europie Wschodniej. Występuje tutaj dużo rzadkich i zagrożonych gatunków roślin i zwierząt. Na terenie rezerwatu i jego strefy ochronnej znajduje się 10 jezior. Największe jest jezioro Raifskoje (na jego brzegu znajduje się klasztor).

- półwysep (razem z przyległymi wodami), który tworzą rzeki Wołga i Kama nad brzegiem Zbiornika Kujbyszewskiego (rejon łaiszewski, 60 km na południe od Kazania). Znajdują się tu lasy liściaste, a w części wodnej rezerwatu miejsca tarła głównych gatunków ryb w zbiorniku[4][5].

## Przyroda
Na terenie rezerwatu występuje ponad 50 gatunków ssaków, 230 gatunków ptaków, 6 gatunków gadów, 11 gatunków płazów i 41 gatunków ryb. Wiele z nich jest pod ochroną. Są to m.in.: nury czarnoszyje, orły cesarskie, orły przednie, bieliki, rarogi, sokoły wędrowne, niedźwiedzie brunatne, łosie, rysie i bobry.

## Klimat
Klimat rezerwatu jest umiarkowanie kontynentalny, z ciepłymi latami i umiarkowanie chłodnymi zimami. Średnia roczna temperatura powietrza w okolicach Raify to +3,8°C, a w okolicach Zbiornika Kujbyszewskiego +4,2°C. 